# Oddijev oltar
Oddijev oltar je oltarna slika Marijino koronanje, ki jo je med letoma 1502-1504 naslikal italijanski renesančni mojster Rafael za oltar družinske kapele Oddijev v cerkvi San Francesco al Prato v Perugii, Italija. Oltarni nastavek so leta 1797 Francozi odnesli v Pariz (v Musée Napoleon). Leta 1815 se je vrnil v Italijo in tako kot številna vrnjena dela končal v Vatikanu, kjer je ostal na razpolago papežu Piju VII., ki se je odločil, da ga bo postavil v Vatikansko Pinakoteko.
Znane so različne pripravljalne risbe: dva glasbena angela (Oxford, Ashmolov muzej), ena za apostola v ospredju na desni (London, Britanski muzej) in ena za apostola v središču, sv. Tomaž, ( Lilac, Musée des Beaux-Arts).

## Opis in slog
Delo prikazuje kronanje Device, razdeljeno v dva registra, ki je značilno za Peruginovo šolo: na vrhu, v nebesni polovici, poteka pravo kronanje, z roko Jezusa in ob prisotnosti štirih prazničnih glasbenih angelov oz. para krilatih kerubinov, ki ležijo na mehkih oblakih in jate kerubinov in serafov v zraku; spodaj, v zemeljski polovici, je prazen Marijin grob in dvanajst apostolov, ki se čudijo vnebovzetju in nebeškemu dogodku. Iz sarkofaga, nameščenega bočno, izhajajo rože, ki jih običajno ponujajo Devici, na primer bele lilije in vrtnice. Tema kronanja je kontaminirana s temo Madone della Cintola, pravzaprav sveti Tomaž ima v središču pas, ki ga je dobil v dar od Marije, to je relikvija  Sveti pas, ki je bila v Pratu.
Perugino je že eksperimentiral s podobnimi kompozicijami kot v Pala di Monteripido iz istega obdobja, iz primerjave katerih pa izhajajo tudi novosti Rafaelovega jezika, ki poskuša okrepiti obe področji, ne da bi še odpravil osrednjo cezuro in razlikoval večjo nedorečenost izrazov različnih opazovalcev, ne le brez meja, ki je bilo opredeljeno kot »akademsko vztrajanje«.

## Predela
Predela (39 × 190 cm) je sestavljena iz treh slik 27 × 50 cm, ki prikazujejo prizore Življenje Device: Oznanjenje, Poklon sv. Treh kraljev, Predstavitev v templju.
|            |                         |                        |
| Oznanjenje | Poklon sv. Treh kraljev | Predstavitev v templju |